# Немце (гмина)
Гмина Немце (пол. Gmina Niemce) — сельская гмина (волость) в Польше, входит как административная единица в Люблинский повет, Люблинское воеводство. Население — 18 074 человека (на 2014 год).

## Сельские округа
1. Башки
2. Бодушин
3. Быстшица-Колёня
4. Цецежин
5. Дыс
6. Дзюхув
7. Элизувка
8. Якубовице-Кониньске
9. Якубовице-Кониньске-Колёня
10. Кавка
11. Красенин
12. Красенин-Колёня
13. Людвинув
14. Лагевники
15. Майдан-Красениньски
16. Насутув
17. Немце
18. Новы-Став
19. Леонув
20. Осувка
21. Пулько
22. Прыщова-Гура
23. Рудка-Козловецка
24. Сточек
25. Сточек-Колёня
26. Свобода
27. Воля-Немецка
28. Воля-Красениньска
29. Залесе

## Соседние гмины
1. Гмина Гарбув
2. Гмина Ясткув
3. Гмина Камёнка
4. Гмина Любартув
5. Люблин
6. Гмина Спичин
7. Гмина Вулька